# سميرة خلوصي
سميرة خلوصي (5 يوليو 1912 - 1981)، ممثلة مصرية من أصل يوناني. ولدت لأب مصري وأم فرنسية، بدأت خلال الأدوار الصغيرة الذي كانت تسندها إليها المخرجة عزيزة أمير ثم بدأت تأخذ أدوار البطولة في السينما وقدمت العديد من البطولات السينمائية أمام محمد عبد الوهاب الذين شكّلا ثنائي نجاح في أربعينات القرن العشرين إختفت عن العمل الفني عام 1946 بعد أن شاركت في فيلم عودة القافلة، لتظل طوال خمس وثلاثين عاما بعيدة عن الأضواء والتفرغ لأسرتها وحياتها الخاصة إلى أن توفيت في عام 1981.

## أدوار
- عودة القافلة: 1946
- الجيل الجديد: 1945: سامية
- نداء القلب: 1943
- عنتر أفندي: 1935
- الوردة البيضاء: 1932: رجاء إسماعيل بك

## روابط خارجية
- سميرة خلوصي على موقع IMDb (الإنجليزية)
- سميرة خلوصي على موقع الدهليز
- سميرة خلوصي على موقع قاعدة بيانات الأفلام العربية
- سميرة خلوصي على موقع قاعدة بيانات الفيلم (الإنجليزية)